# 사후세계 (영화)
"사후세계"는 1982년에 개봉한 대한민국의 영화이다.

## 캐스팅
- 김희갑
- 정현숙
- 노진아
- 김추련
- 박암
- 이지선
- 정규영
- 안진수
- 나갑성